# Спортски центар Раде Свилар
Спортски центар Раде Свилар је фудбалски стадион у Апатину, Србија. На њему своје домаће утакмице играо Младост Апатин. Стадион има капацитет за 3.000 гледалаца. 
На стадиону је Младост играла утакмице Суперлиге Србије, затим Прве лиге и нижих лига као и национални куп Србије. На овом стадиону гостовали су Партизан, Црвена звезда, ОФК Београд.